# Guqin
Le guqin (Chinois: 古琴; Pinyin: gǔqín ; EFEO : kouts'in; littéralement « instrument à cordes ancien »), ou qin, est un instrument de musique traditionnel chinois à cordes pincées de la famille des cithares (中華絃樂噐). « Le Guqin et sa musique » ont été inscrits par l'UNESCO en 2008 sur la liste représentative du patrimoine culturel immatériel de l’humanité (originellement proclamé en 2003).

## Histoire
Il est joué depuis les temps anciens, et fut traditionnellement apprécié et considéré par les lettrés comme un instrument raffiné, d'une grande subtilité. Mis en valeur par la citation « Un gentilhomme ne se sépare pas de son qin ou de son se (en) sans bonne raison » (Lijing), il est aussi associé à l'ancien philosophe chinois Confucius. Les Chinois font parfois référence au guqin comme « le père de la musique chinoise » ou « l'instrument des sages ».
Autrefois, l'instrument était simplement appelé qin, mais à partir du vingtième siècle, le terme a été appliqué à divers autres instruments tels que le Húqín et le Yangqin. Le préfixe gu- (signifiant « ancien ») a été rajouté par la suite pour lever l'ambiguïté. Il peut aussi être nommé qixianqin (littéralement « instrument à sept cordes »). Le guqin ne doit pas être confondu avec le Guzheng, une autre cithare longue chinoise également dépourvue de frettes, mais possédant un chevalet mobile sous chaque corde. À cause du célèbre livre sur le qin de Robert van Gulik, intitulé La Tradition du luth chinois, le guqin est parfois incorrectement qualifié de luth. D'autres classifications galvaudées comme harpe sont également assez fréquemment rencontrées, notamment sur les disques compacts.

## Musique
Le guqin est un instrument au son doux, doté d'une tessiture de quatre octaves. Ses cordes à vides sont accordées dans le registre des basses et son degré le plus bas est de deux octaves sous le do, à savoir la même plus basse note que le violoncelle. Le son est produit en pinçant les cordes, à vide, en les appuyant sur la touche ou en utilisant des harmoniques. L'utilisation du glissando lui confère un son rappelant le pizzicato du violoncelle, la contrebasse fretless ou encore la guitare slide. L'instrument est capable d'un grand nombre d'harmoniques, dont 91 couramment utilisées et indiquées par des points sur la touche. Traditionnellement le guqin avait à l'origine cinq cordes, mais d'autres qin en possédant 10 ou plus ont été trouvés. Sa forme moderne a été standardisée il y a deux millénaires.

### Discographie
- Sou Si-tai, Le pêcheur et le bûcheron. Le qin, cithare des lettrés, AIMP LXXXII VDE-GALLO, CD-1214, 2007
- Tsar Teh-yun (1905-2007) maitre du qin (2 cd-set+54 pages booklet in English/French), AIMP-VDE Gallo, VDE CD 1432/1433, 2014

### Vidéographie
- The Heart of Qin in Hong Kong, Director: Maryam Goormathtigh, 52 min, 2010 documentary, Hong Kong China (Language: Cantonese, Subtitle: Chinese and English)